# Streetly
Streetly – osada w Anglii, w West Midlands, w dystrykcie Walsall/Birmingham/Lichfield. W 2011 miejscowość liczyła 13 934 mieszkańców.